# أوزة استعمارية
الأوزة الاستعمارية هي وصفة لتحضير الفخذ المشويِ للحمل أو الخروف و قد كان صحناً شعبيِاً في نيوزيلندا حتى الربع الأخير للقرنِ العشرين. الرواد الاستعماريون الأوائل في نيوزيلندا كانوا يمتلكون الخراف بوفرة، لكن الأوزّة كانت نادرة نسبياً. الأوزّة الاستعمارية الآن تم الاعتراف بكلاسيكية هذا الطبق في بعض المطاعم حيث له جاذبية رئيسية في أعياد منتصف الشتاء (يونيو/حزيران 21 في نيوزلندا).
يتم حشو اللحم بالعسل والمشمش المُجَفَّف، (بالأضافة إلى الحشو التقليدي الذي يستند على البصل والبقدونس والثوم المعمر) وبعد ذلك يتم نقعه في نبيذ أحمر.